# Музеј Израела
31° 46′ 20.56″ N 35° 12′ 16.29″ E / 31.7723778° С; 35.2045250° И
Музеј Израела (хебр. מוזיאון ישראל,ירושלים, Muze'on Yisrael, Yerushalayim) је основан 1965, као национални музеј Израела. Налази се на брду у четврти Гиват Рам у Јерусалиму, у близини Музеја библијских земаља, Кнесета, Национални кампус за археологију Израела, израелског Врховног суда и Хебрејског универзитета у Јерусалиму.

## Галерија
- Светилиште
- Први Храм модел